# ヴェンツェスラフ・チェルニー
ヴェンツェスラフ・チェルニー（Věnceslav Černý、1865年1月27日 - 1936年4月15日）はチェコのイラストレーター、画家である。人気のある挿絵画家となり、多くの書籍の挿絵を描いた。

## 経歴
現在のチェコ、中央ボヘミア州のベナツキ・ナト・イゼラ(Benátky nad Jizerou)に生まれた。プラハの美術アカデミーでフランティシェク・チェルマーク(František Čermák)とアントーニン・ロータ(Antonín Lhota) に学んだ後、ウィーン美術アカデミーでクリスティアン・グリーペンケールに学んだ。プラハやムラダー・ボレスラフ、ジェレズニツェなどで暮らした。
「Zlatá Praha(黄金のプラハ)」や「Světozor(世界を見る)」などのチェコの雑誌や冒険小説のような書籍の挿絵を描いて人気があった。チェコの出版社から出版された児童文学作家のリディア・チャルスカヤ、歴史小説家のアロイス・イラーセクやヘンリク・シェンキェヴィチ、冒険小説のカール・マイなどの書籍に挿絵を描いた。イタリアの作家、ジャコモ・カサノヴァの回想録『我が生涯の物語』や、1893年から1909年の間に出版されたジュール・ヴェルヌの16冊の小説の挿絵も描いた。
ムラダー・ボレスラフの病院で亡くなった。

## 作品

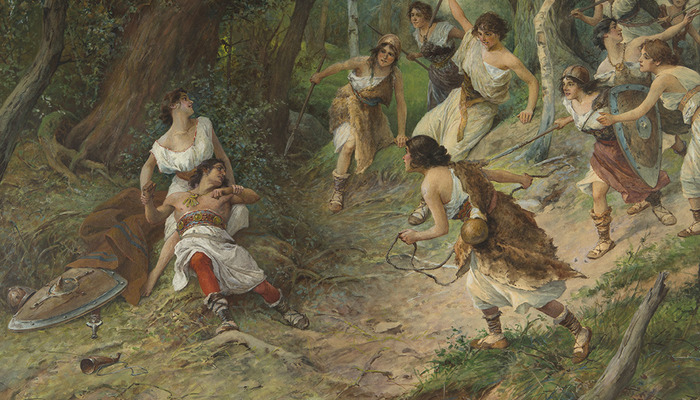
シャールカらに襲われるツチラト（乙女戦争の一幕）
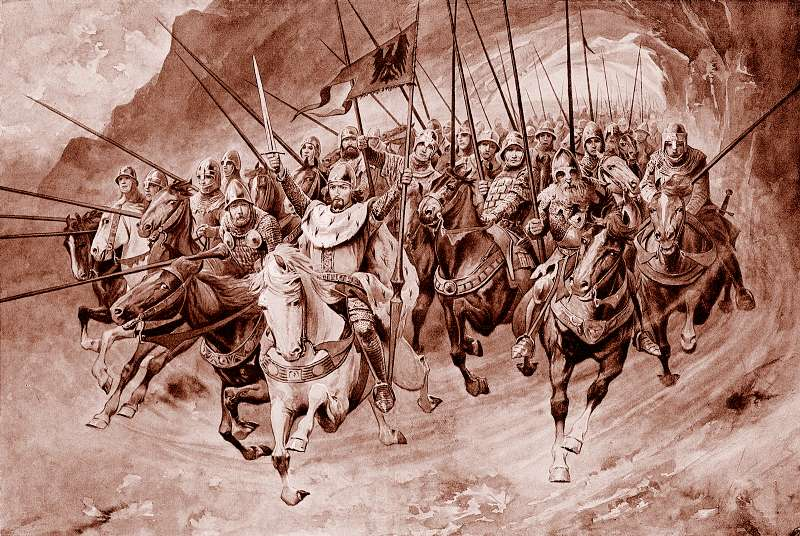
アロイス・イラーセクの著書の挿絵
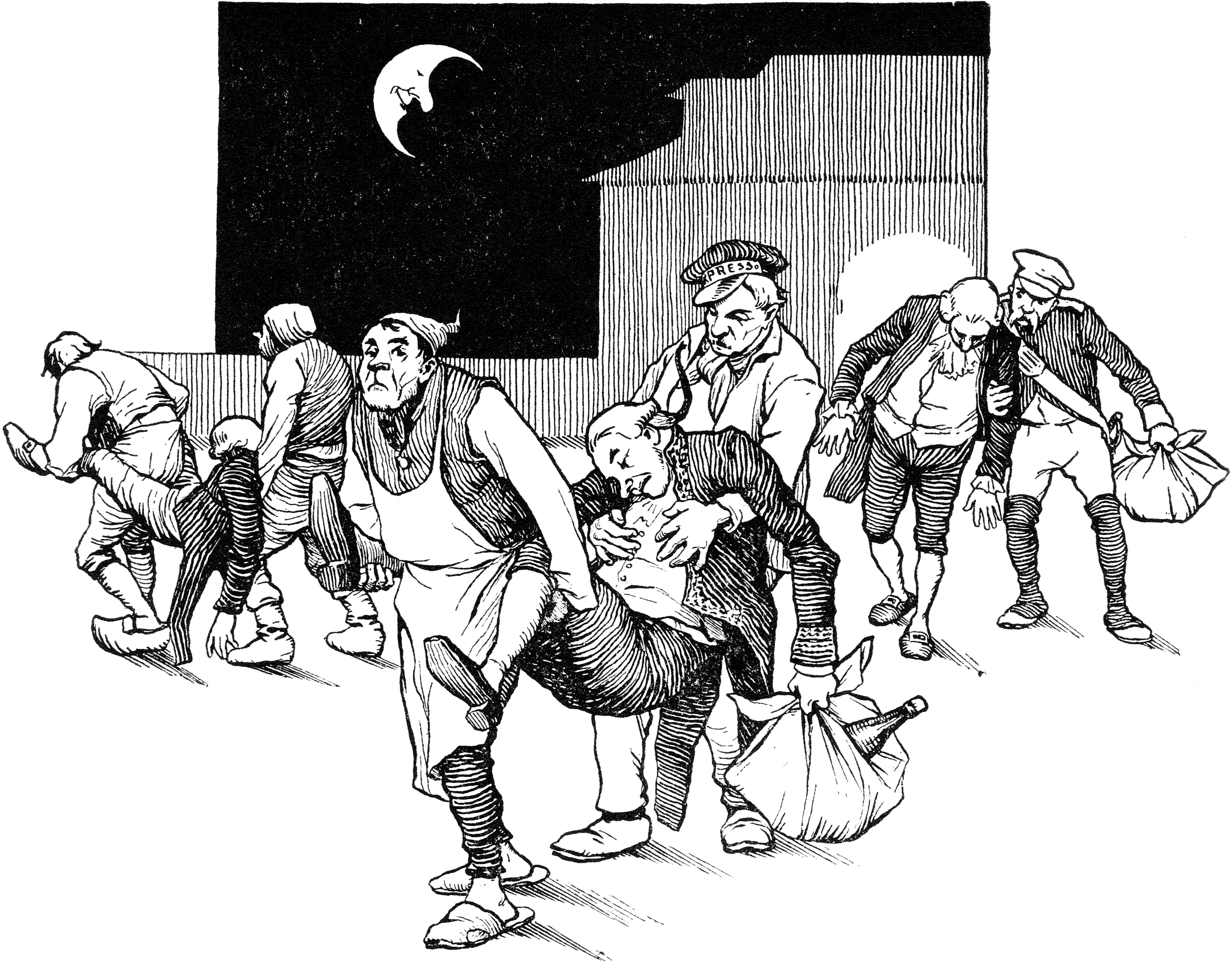
カレル・ハヴリーチェク・ボロフスキーの著書の挿絵
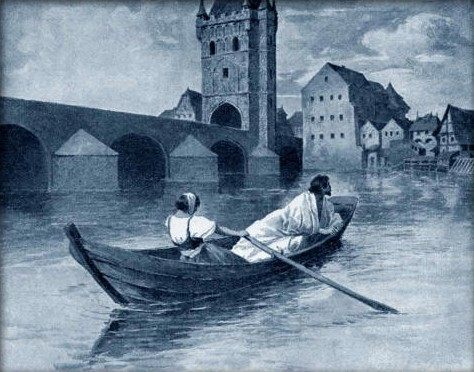

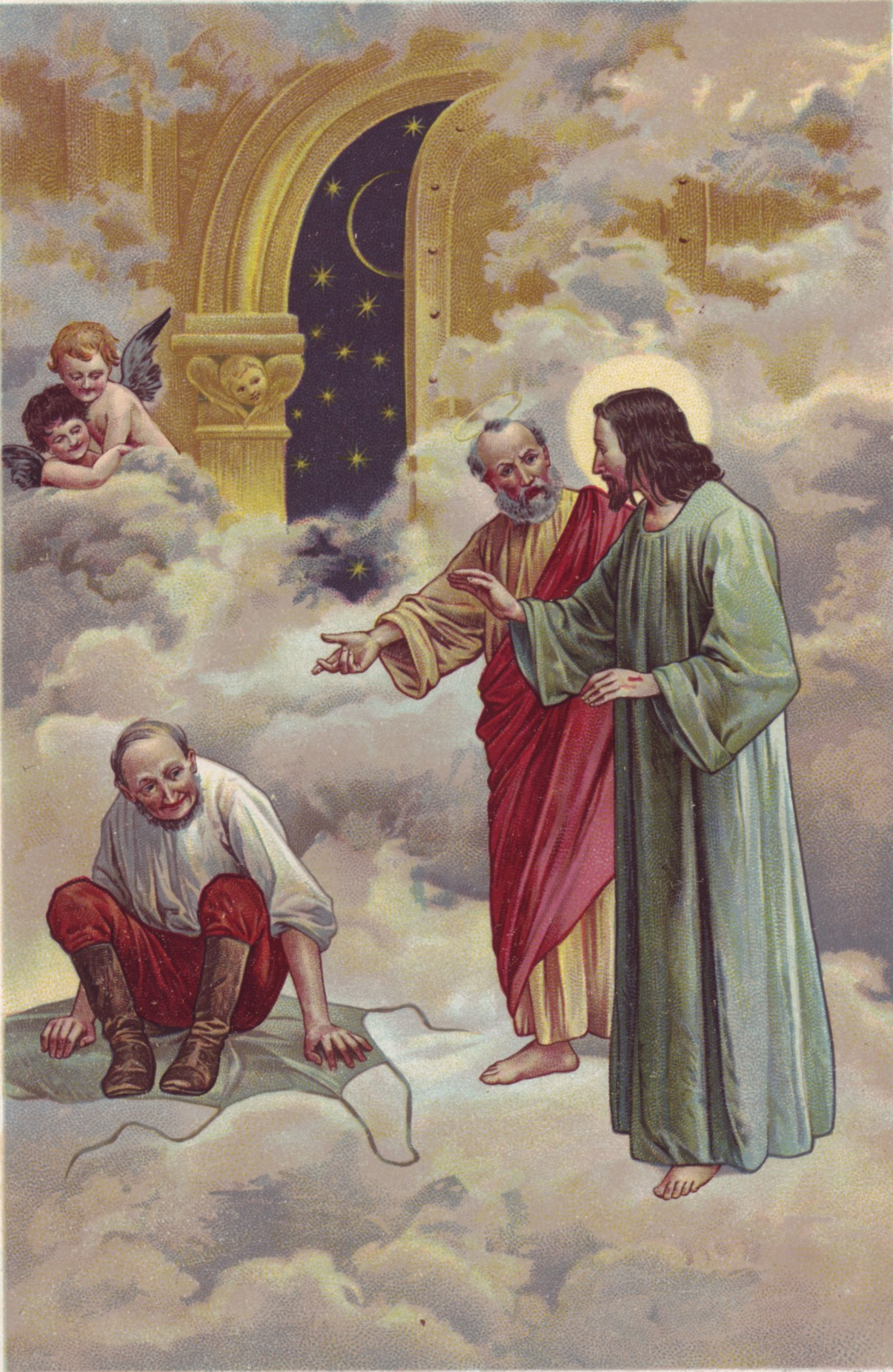
カレル・ヤロミール・エルベンの書籍の挿絵
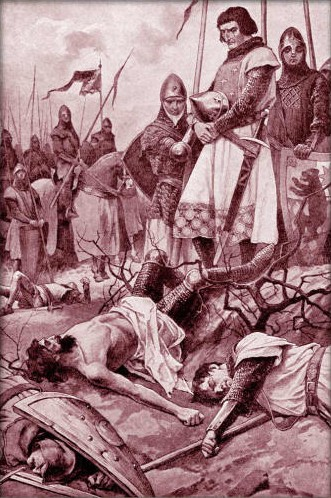
オタカル2世の死
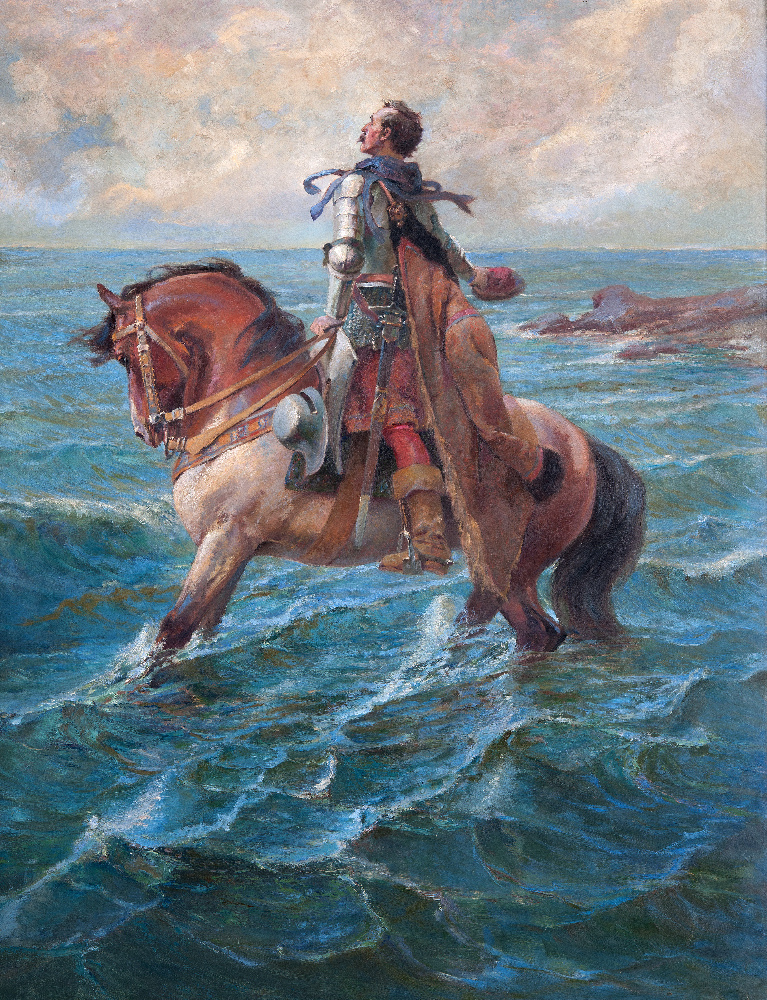
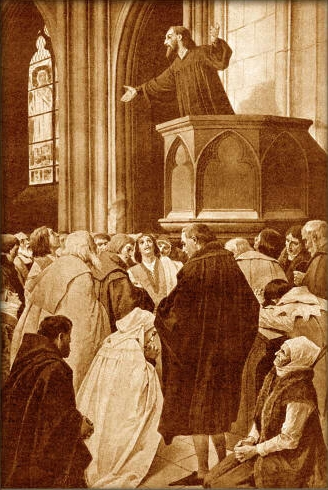
ベツレヘム礼拝堂で説教するヤン・フス